# Cicloturismo

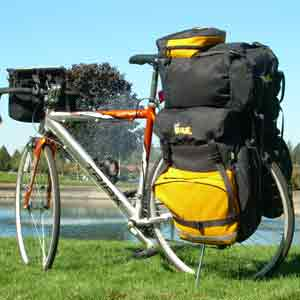
Bicicleta para cicloturismo.

O cicloturismo é uma forma de turismo que consiste em viajar utilizando como meio de transporte uma bicicleta. É uma maneira muito saudável, econômica e ecológica de se fazer turismo.
O cicloturismo é o conhecimento que se adquire de outras culturas e costumes das cidades visitadas.
Para praticar esta modalidade é necessário algumas precauções para não sofrer contratempos na estrada, kits de reparo de câmaras de ar, ferramentas de ajustes e manutenção de freio entre outras peças da bicicleta. Atualmente são diversos grupos espalhados por varias cidades do Brasil, que geralmente marcam eventos, passeios e viagens através de redes sociais combinando data, horário e apresentando todo o roteiro da viagem assim como as recomendações básicas para o cicloturismo ocorrer de forma segura e tranquila.
O tipo de bicicleta utilizada para uma viagem, deve ser além de confortável, forte e em bom estado, deve permitir que se percorra qualquer tipo de piso, ou seja, asfalto e terra. A bicicleta necessita de revisões periódicas, no mínimo uma vez por mês, devendo o cicloturista ter noções básicas de como montá-la e desmontá-la, aprender a trocar ou consertar a corrente, regular freios e trocar marchas.
Até há algum tempo o costume e a cultura de pedalar no Brasil esteve ligado às pessoas que não possuíam automóvel, uma classe mais humilde. Hoje diversas classes sociais fazem uso da bicicleta como meio de transporte, fugindo do trânsito caótico nas grandes cidades.
Em alguns países, como os Países Baixos, são oferecidas ótimas condições para o desenvolvimento deste esporte ou atividade física. Além de existirem ciclovias, é facultado o transporte com ônibus adaptados, estacionamentos próprios para bicicletas, entre outras comodidades.
Há duas modalidades básicas de cicloturismo: de forma autônoma e com suporte. Viajar com autonomia pode ser praticado tanto solitariamente como em grupo. Nesta modalidade o viajante leva consigo tudo o que precisa na viagem, normalmente nas bolsas específicas para bicicleta chamadas alforjes.
Na modalidade com suporte, geralmente o viajante contrata o serviço de uma operadora, que organiza o roteiro, hospedagem e alimentação, normalmente transporta os pertences do viajante e oferece serviço de guia.

## O Cicloturismo Esportivo
Esta modalidade do cicloturismo o ciclista irá utilizar a infraestrutura da cidade que visita, como por exemplo ficando em hotéis ou hostels e utilizando restaurantes, bares, barcas e até mesmo outros meios de transporte dentro do possível para se locomover pela cidade.

## O Cicloturismo Autossuficiente
Nesta modalidade o ciclista viaja autossuficiente, ou seja, ele não irá depender de nenhum infraestrutura local, tendo que acampar em barraca e cozinhar sua própria comida. Em alguns casos de locais que permite a caça e a pesca ele inclusive se utiliza destas formas de obtenção de alimento para conseguir concluir sua viagem.

## A Cicloexpedição
Esta modalidade trabalha com a ideia do ciclista ter que responder alguma pergunta não respondida com o planejamento da sua viagem. Um exemplo bom é se existe caminho acessível para a Bicicleta, se possui alguma forma de obtenção de alimentação ou água.